# Santa Maria de l’Assumpció (Cóll)

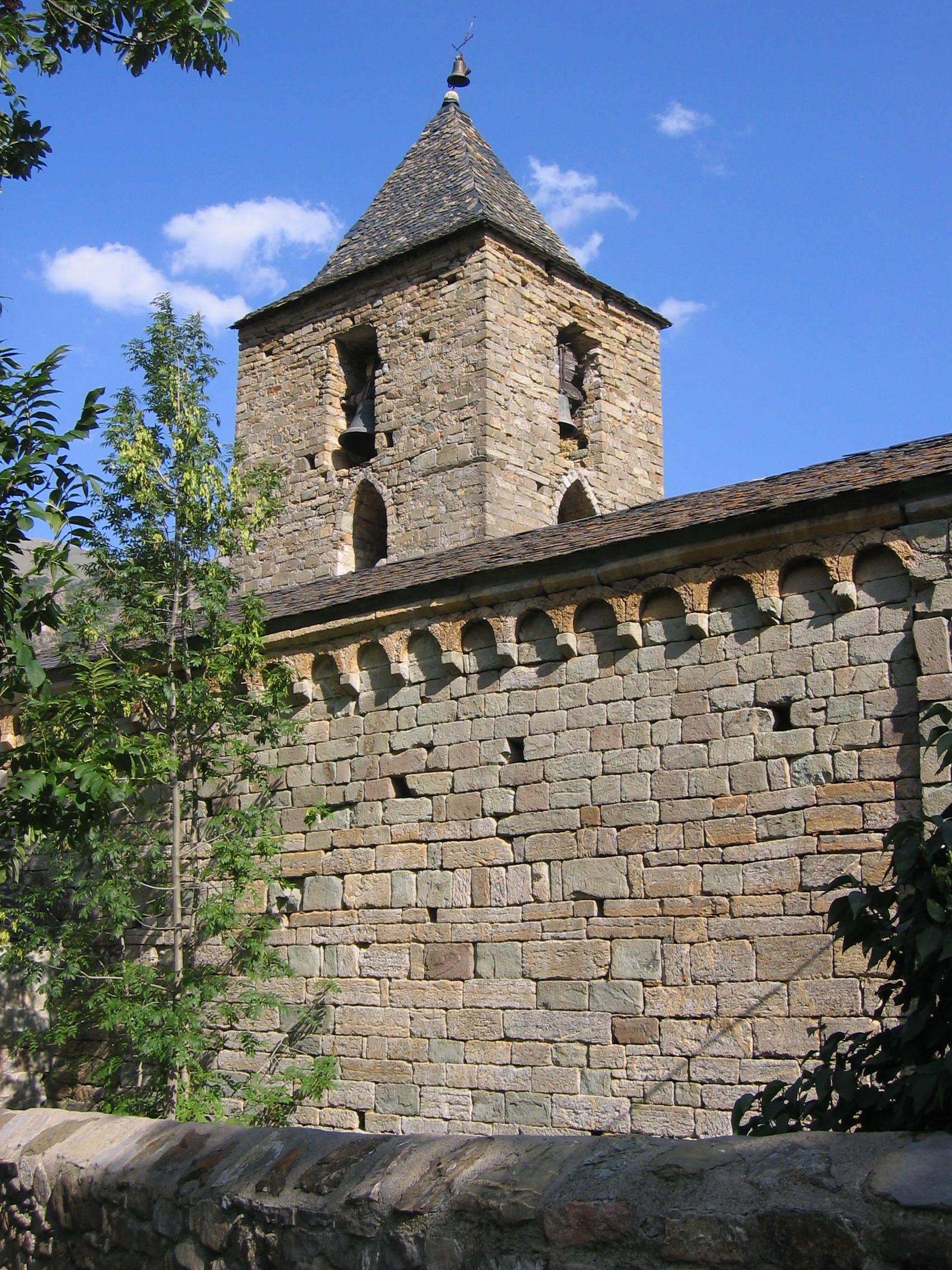
Pfarrkirche Santa Maria

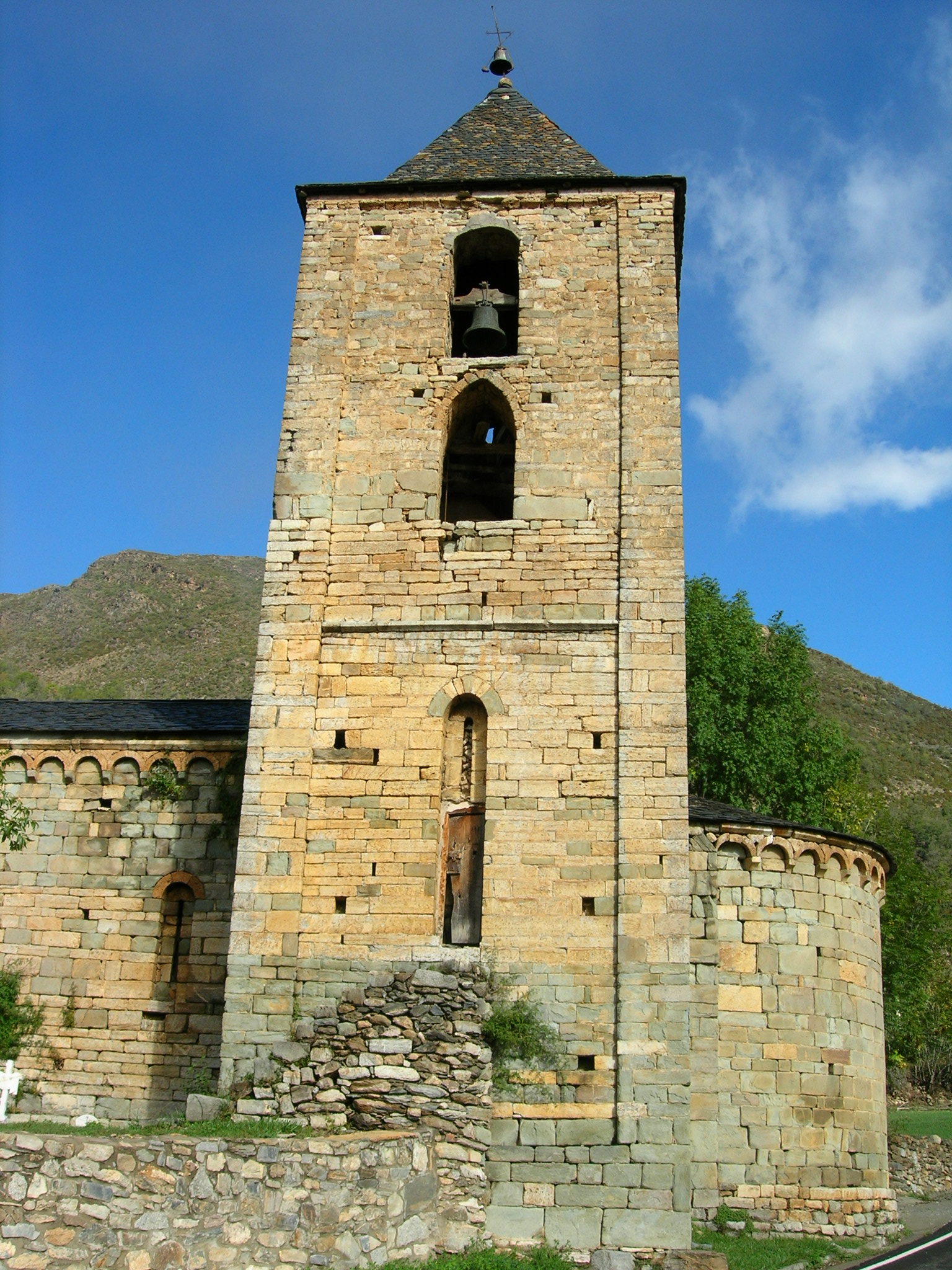
Glockenturm und Apsis

Die römisch-katholische Pfarrkirche Santa Maria de l’Assumpció in Cóll, einem Ortsteil der Gemeinde Vall de Boí, gehört zu den neun romanischen Kirchen in der spanischen Autonomen Gemeinschaft Katalonien, die im Jahr 2000 von der UNESCO als Catalan Romanesque Churches of the Vall de Boí in die Weltkulturerbeliste aufgenommen wurden. Die Kirche, die der Himmelfahrt Mariens geweiht ist, war bereits im Jahr 1992 zum Bé Cultural d’Interès Nacional (BCIN) (Kulturgut von nationaler Bedeutung) erklärt worden. Die aus regelmäßigem Mauerwerk errichtete Kirche wird in das 12. Jahrhundert datiert. Wie in der Zeit üblich, liegt sie, wie auch die anderen Kirchen des Vall de Boí, weit außerhalb des Ortskerns.

## Geschichte
Im Zuge der Renovierungsarbeiten in den 1970er Jahren fand man im Altar eine Schiefertafel mit einer Inschrift, die sich auf das Jahr 1110 bezieht, in dem vielleicht die Weihe der Kirche stattfand. Im 13. Jahrhundert kam die Kirche zum Bistum Lleida, zu dem sie bis heute als einzige der Kirchen des Vall de Boí – die dem Bistum Urgell unterstehen – gehört.

## Architektur

### Außenbau

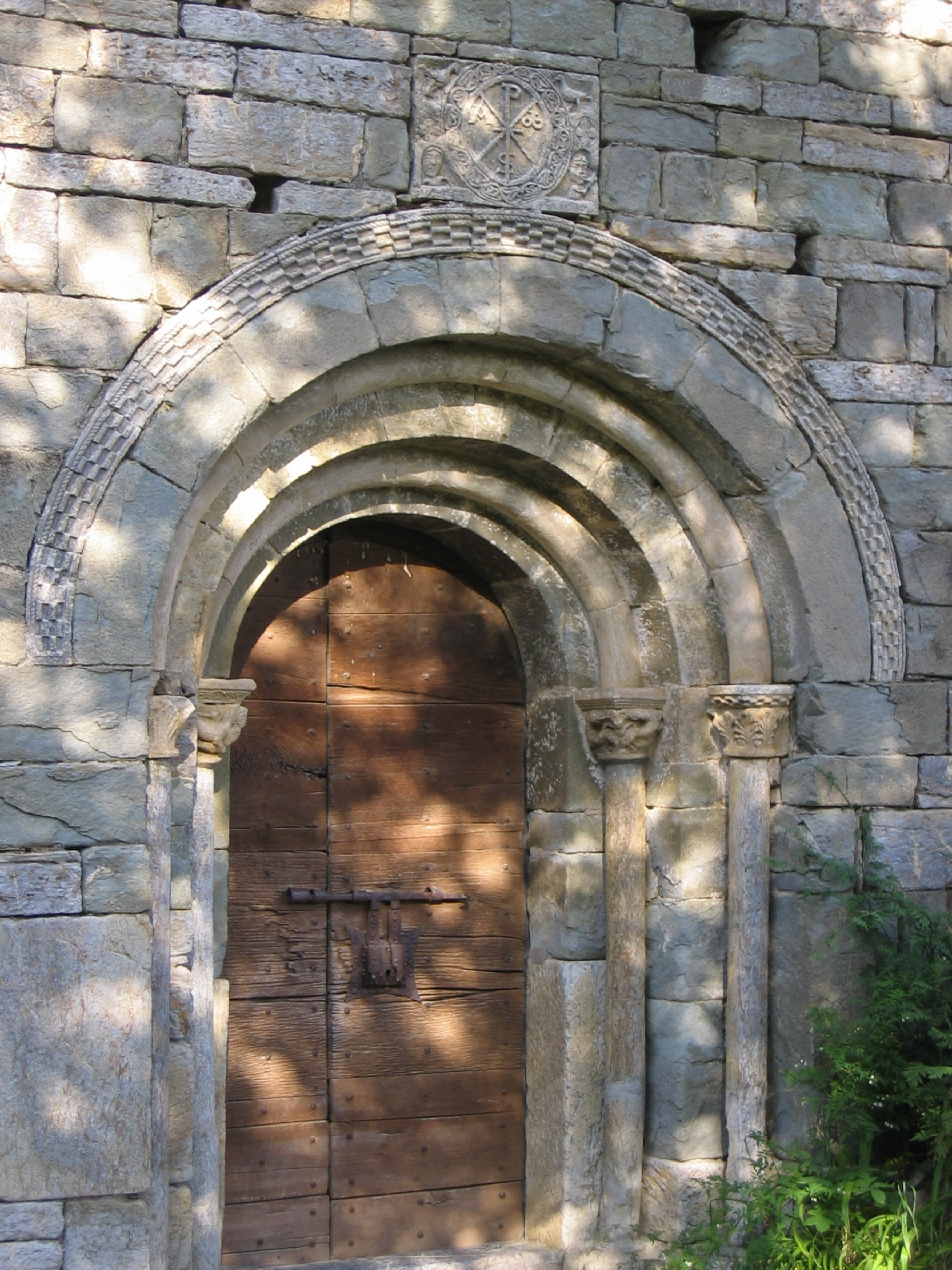
Portal

Der über einem quadratischen Grundriss errichtete, dreigeschossige Glockenturm an der Südseite des Langhauses geht in seinem unteren Teil noch auf das 12. Jahrhundert zurück, die beiden oberen Stockwerke wurden in gotischer Zeit erneuert.
Unter dem Dachansatz des Langhauses und der Apsis verläuft ein Blendbogenfries im Stil der lombardischen Romanik. Die Bögen ruhen auf Kragsteinen, die zum Teil figürlich gestaltet sind.

### Portal

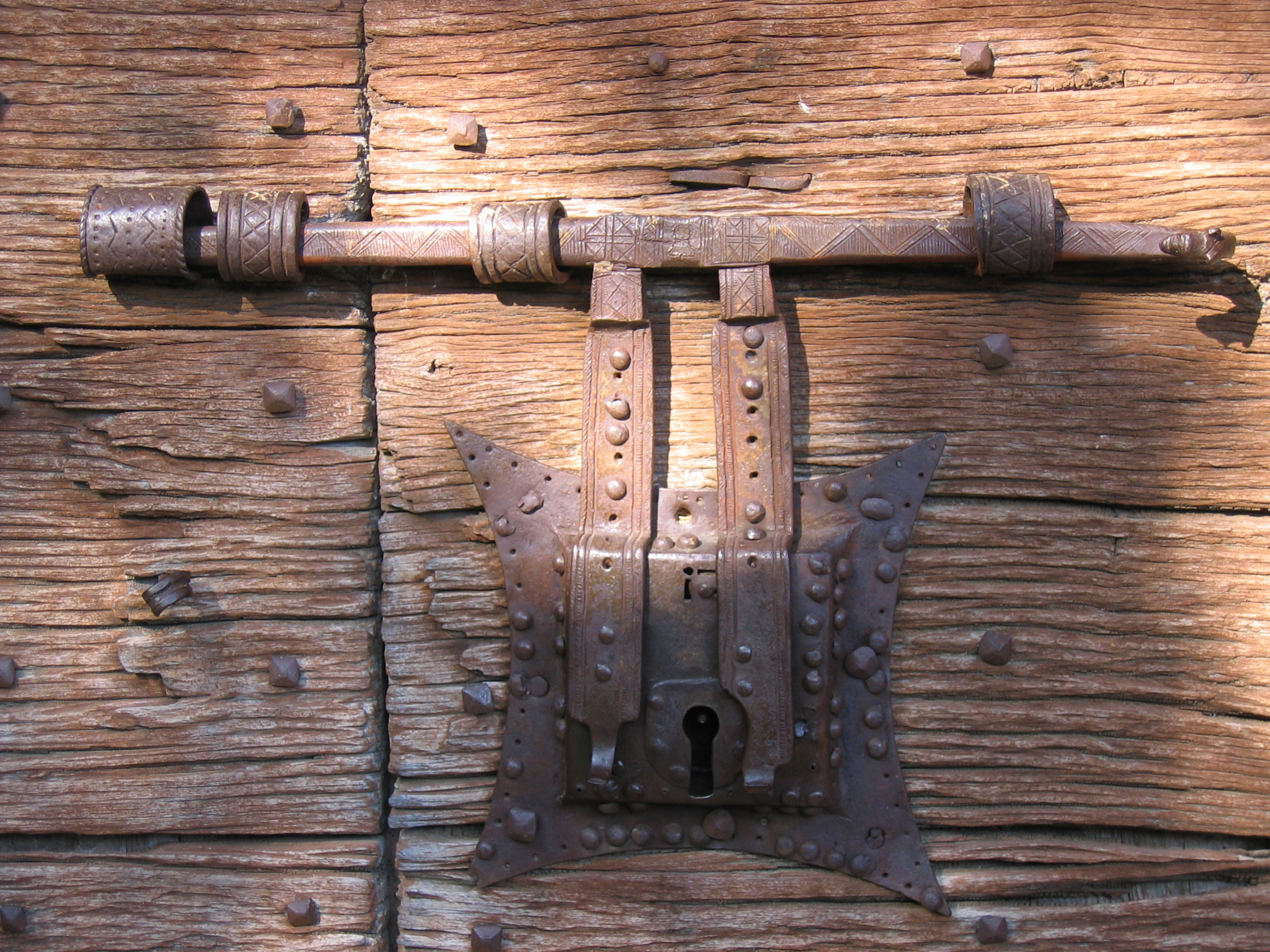
Türriegel

Besonders aufwändig gestaltet ist das Portal an der Westfassade, das in ein von Bogenfriesen gerahmtes Blendfeld eingeschnitten ist. Es ist von Archivolten umgeben, die auf beiden Seiten auf zwei schlanken Säulen aufliegen, die mit skulptierten Kapitellen, Kämpfern und Basen verziert sind. Die äußere Archivolte ist mit einem Tauband- und Röllchenfries versehen. Die figürlichen Szenen auf den Kapitellen stellen den Kampf von Menschen gegen wilde Tiere dar und symbolisieren den Kampf des Guten gegen das Böse. Über dem Portal ist ein Relief mit dem Christusmonogramm eingemeißelt, das von einem mit Blattwerk gerahmten Kreis mit sechs Speichen eingefasst wird. An den oberen seitlichen Speichen hängen die griechischen Buchstaben Alpha und Omega. Außerhalb des Kreises sind oben zwei Vögel dargestellt, in der Mitte zwei Rosetten und unten zwei Personen. Das Chrismon wird als Zeichen der Erlösung gedeutet, die Vögel verweisen auf das Ewige Leben und die beiden menschlichen Figuren, von denen einer eine Trompete bläst, kündigen das Jüngste Gericht an.
An der Tür ist noch der schmiedeeiserne Türriegel aus mittelalterlicher Zeit erhalten.

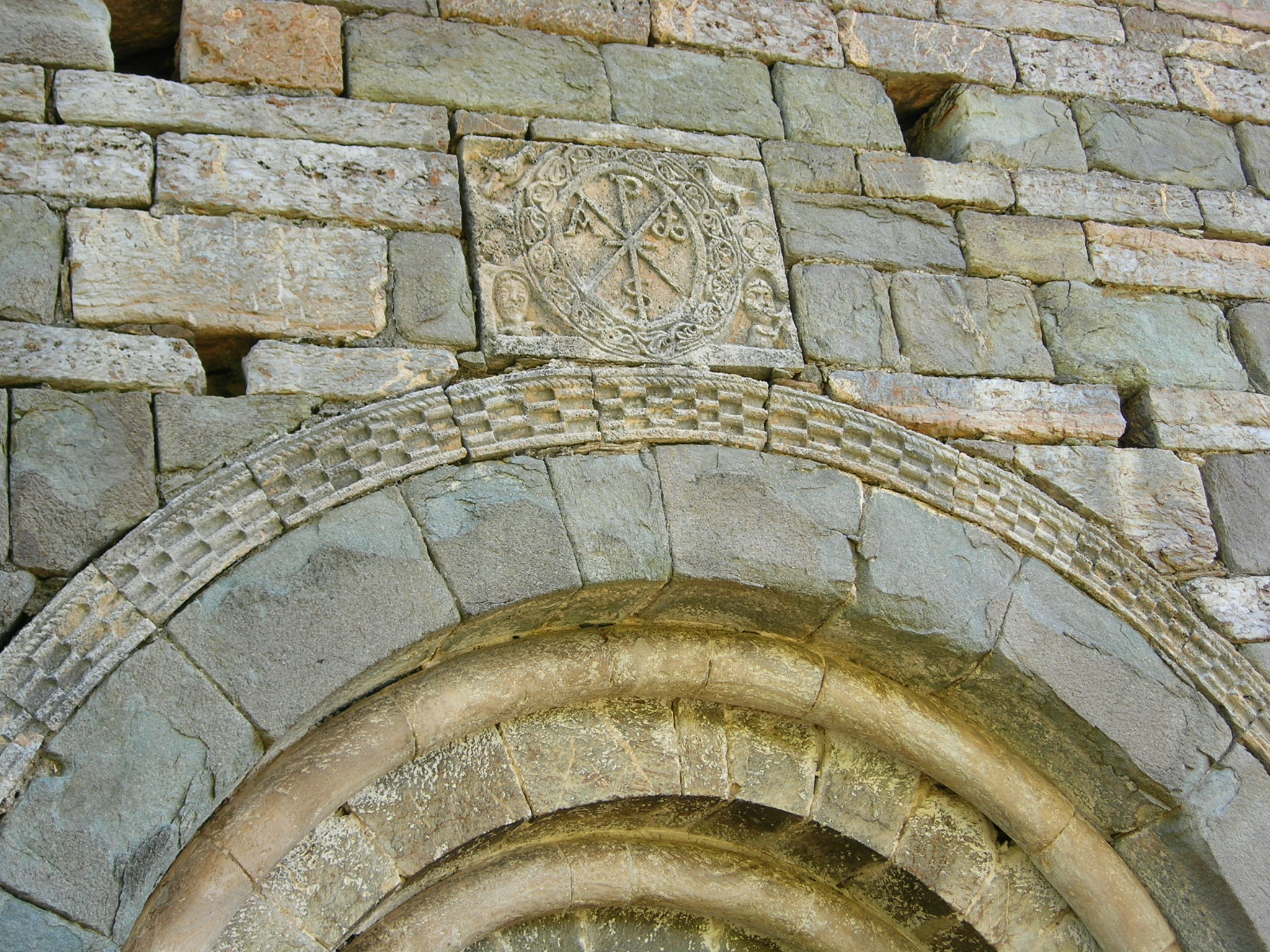
Archivolten und Chrismon
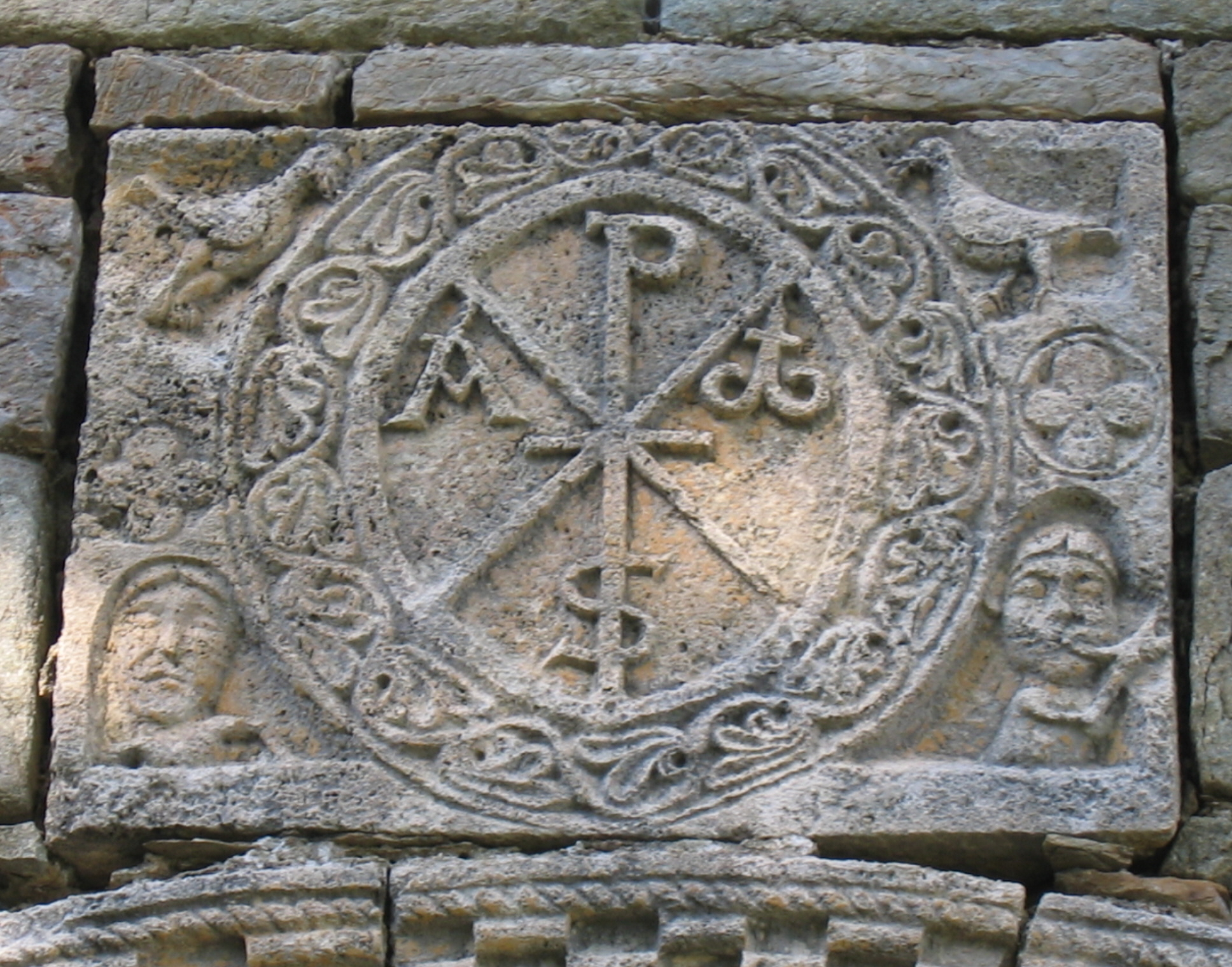
Christusmonogramm
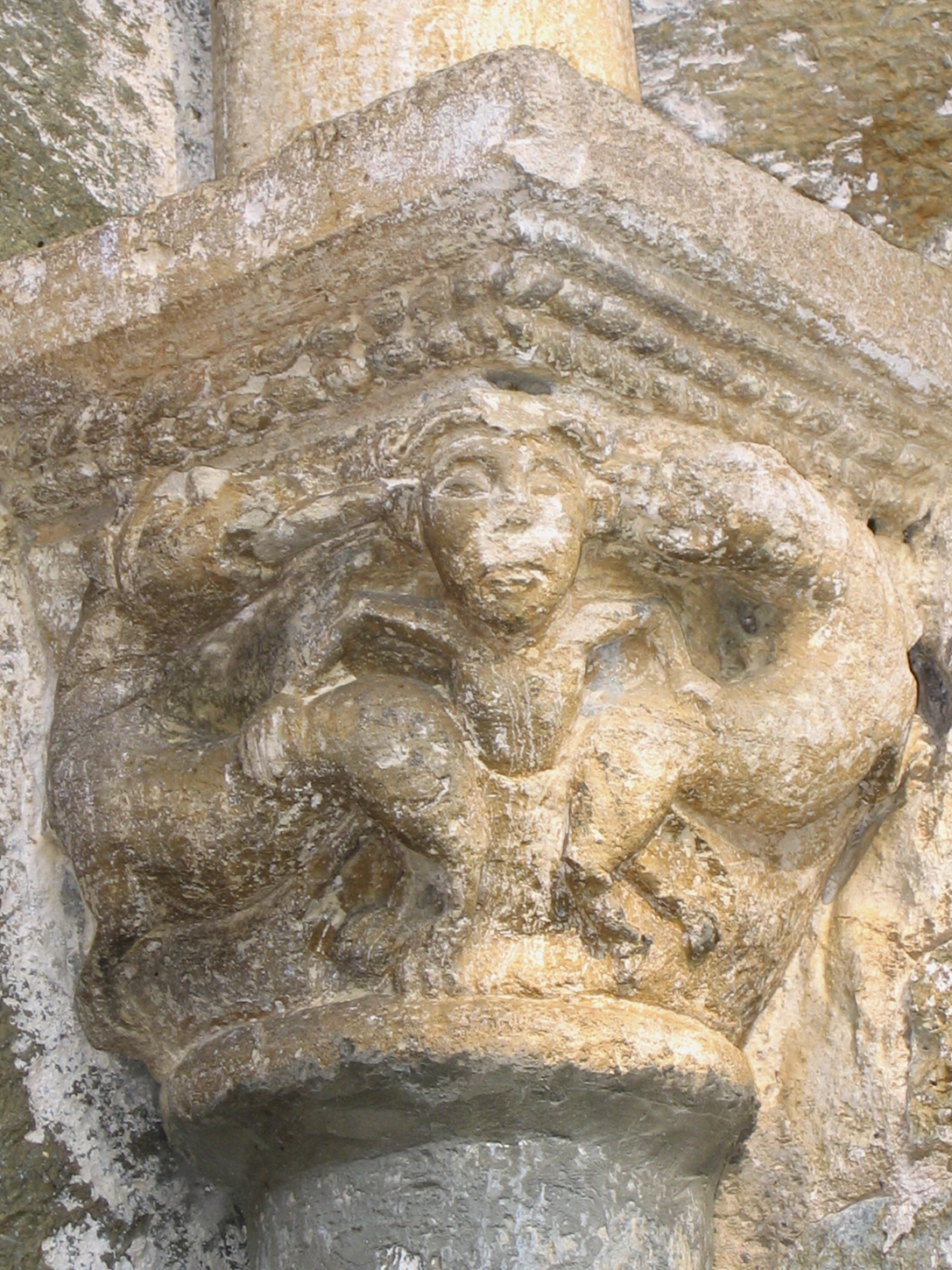
Kapitell am Portal
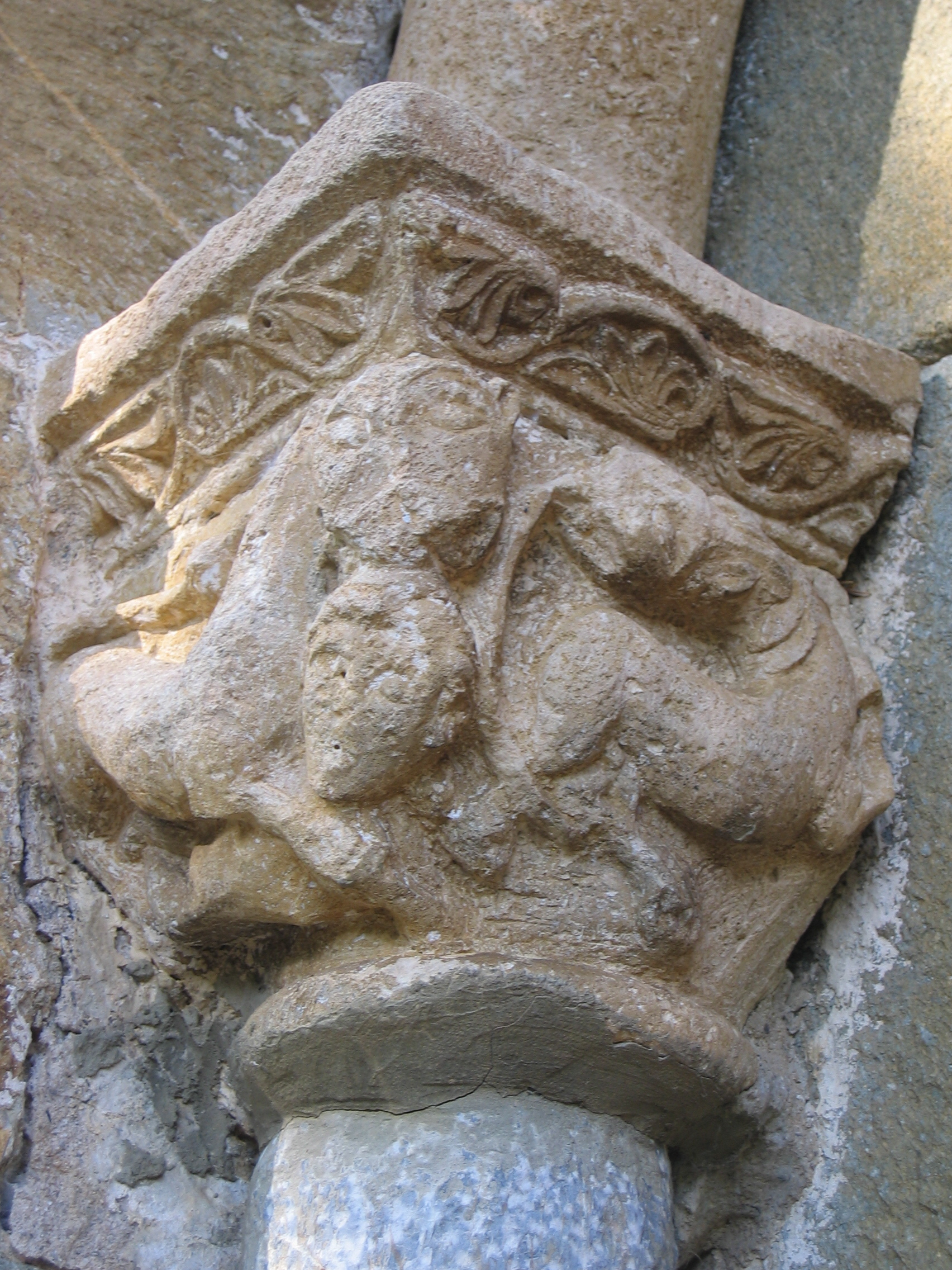
Kapitell am Portal

### Innenraum
Der Innenraum besteht aus einem einschiffigen, mit einem Tonnengewölbe gedeckten Langhaus und einer halbrunden Apsis. Das Langhaus ist in drei Joche gegliedert, im Osten schließen sich zwei Seitenkapellen an, was der Kirche den Grundriss eines lateinischen Kreuzes verleiht. Die nördliche Seitenkapelle besitzt ein Tonnengewölbe, die südliche Kapelle ist im Erdgeschoss des Glockenturms eingerichtet und im Stil der Gotik mit einem Kreuzrippengewölbe gedeckt. Den westlichen Abschluss des Langhauses bildet eine hölzerne Empore, zu der eine Wendeltreppe führt. Die Brüstung der Empore ist mit gotischem Maßwerk verziert. Zwei kleine Okuli beleuchten den Innenraum, ein Rundfenster an der Westfassade und ein Vierpassfenster an der Ostseite. Ein weiteres, schießschartenartiges, dem Apsisfenster ähnliches Rundfenster ist in der Südseite des Langhauses eingeschnitten.

## Ausstattung
In der Kirche sind drei steinerne Becken aus der Romanik erhalten, ein Taufbecken, ein Weihwasserbecken und ein Becken für Öl.